# Christian Lemvigh Poulsen
Christian Lemvigh Poulsen (født i Frederikshavn, 1973) er reporter og vært på TV 2 NEWS.
Han blev ansat på TV 2 NEWS i oktober 2006, og har tidligere arbejdet i Arbejdsministeriet, Beskæftigelsesministeriet og Indenrigs- og Sundhedsministeriet.
Christian Lemvigh Poulsen er uddannet cand.scient.pol. fra Institut for Statskundskab på Aarhus Universitet, og har desuden læst på Washington State University, USA.